# Antoine Golliot
Antoine Golliot, né le 13 août 1985 à Saint-Martin-Boulogne (Pas-de-Calais), est un homme politique français, membre du Rassemblement national. Il est élu député de la cinquième circonscription du Pas-de-Calais en juillet 2024. 

## Biographie
Antoine Golliot est technicien. Il milite au Front national (devenu Rassemblement national) à partir de 2009. 